# Тобурданово
Тобурда́ново (рос. Тобурданово, чув. Сиккасси) — село у складі Канаського району Чувашії, Росія. Адміністративний центр Тобурдановського сільського поселення.
Населення — 1059 осіб (2010; 1110 у 2002).
Національний склад:
- чуваші — 97 %